# Baluan-Pam jezik
Baluan-Pam jezik (ISO 639-3: blq), oceanijski jezik uže admiralitetske skupine, kojim govori oko 1 000 ljudi (1982 SIL) na otocima Baluan i Pam u provinciji Manus, Papua Nova Gvineja.
Dva dijalekta baluanski i pamski govore se na istoimenim otocima. U upotrebi su i lou [loj] ili titan [ttv].

## Vanjske poveznice
- Ethnologue (14th)
- Ethnologue (15th)